# Piquete de entrevía

Piquete de entrevías

Un piquete de entrevías es un prisma de hormigón, pintado con listas blancas y negras. Dentro de los tipos de señalización ferroviaria pertenecería al grupo de las señales fijas indicadoras. Su función consiste en señalizar el punto hasta el que es compatible la circulación por ambas vías en el caso de dos vías convergentes. Como ejemplo podría darse la situación de que por una vía pasara una circulación comercial mientras que por otra vía de apartado hubiera una máquina realizando maniobras, en este caso la máquina de maniobras no podría rebasar el piquete de entrevías, puesto que si lo hace, debería detenerse la circulación de trenes por la vía convergente.
No se conoce con certeza cuando se inventó el piquete de entrevías, pero en España en el Reglamento de circulación ferroviaria de 1954 ya aparece.